# 1936 w Wojsku Polskim
Kalendarium Wojska Polskiego 1936 – strona przedstawia wydarzenia w Wojsku Polskim w roku 1936.

## 1936
- powstało Kierownictwo Wojskowej Służby Metrologicznej (KWSM) oraz Kierownictwo Zaopatrzenia Lotnictwa (KZL), którego szefem został płk obs. Czesław Filipowicz[1]
- ustanowiono w lotnictwie wojskowym „Orła Lotniczego” (białopióry z husarskimi skrzydłami)[1]
- Stanisław Skarżyński otrzymał przyznany przez Międzynarodową Federację Lotniczą (FAI) nowo ustanowiony „Medal Blériota” za międzynarodowy rekord odległości przelotu (3582 km)[1]

## Styczeń
21 stycznia
- Minister Spraw Wojskowych zatwierdził w nowym brzmieniu regulamin odznaki pamiątkowej Szkoły Podchorążych Piechoty[2]

## Luty
10 lutego
- Minister Spraw Wojskowych wcielił trauler ORP „Czajka” w skład okrętów Rzeczypospolitej Polskiej[3]

## Marzec
10 marca
- Minister Spraw Wojskowych zatwierdził wzór i regulamin odznaki pamiątkowej 5 pułku lotniczego[3]

30 marca
- Minister Spraw Wojskowych zmienił datę święta pułkowego 62 pułku piechoty z dnia 21 sierpnia na dzień 26 kwietnia[4]

## Kwiecień

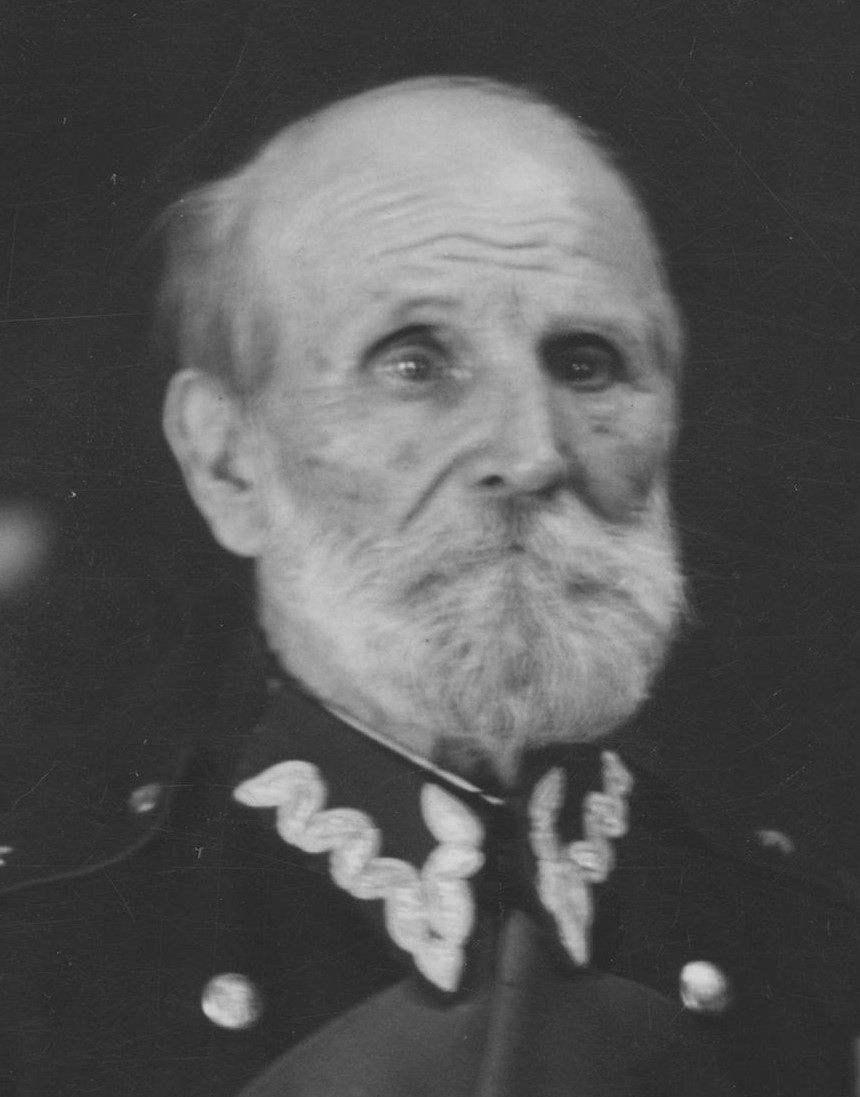
Franciszek Stankiewicz

- Został zalegalizowany Związek Inżynierii Wojskowej[5].
- Zmarł podporucznik weteran powstania styczniowego Franciszek Stankiewicz, prezes Stowarzyszenia Wzajemnej Pomocy Uczestników Powstania 1863[6].

30 kwietnia
- Minister Spraw Wojskowych zatwierdził wzory i regulaminy odznak pamiątkowych[7]:

32 dywizjonu artylerii lekkiej,
2 batalionu pancernego,
4 batalionu pancernego,
kompanii telegraficznej 1 Dywizji Piechoty Legionów,
ustalił datę święta 32 dywizjonu artylerii lekkiej na dzień 6 czerwca

## Maj
- 4 samoloty myśliwskie PZL-11c pod dowództwem gen. bryg. pil. Ludomiła Rayskiego przebywały z wizytą w Sztokholmie w Szwecji[1].

1 maja
„Gen. Zamorski postanowił zasadniczo uzupełniać Korpus Oficerski PP z szeregowych z cenzusem, którzy służąc od dołu na własnej skórze odczuwali wszelkie braki i niedomagania dotychczasowych warunków, z drugiej strony jednak poznali doskonale służbę. Uzupełnienia jednak tą drogą nie mogły pokryć ubytku w średnich stopniach (komisarzy i nadkomisarzy), których ze względu na wiek tych stopni był większy [ubytek] właśnie w okresie 1935–1936. Wobec tego należało luki w tych stopniach zapełnić uzupełnieniem skądinąd, a mianowicie z wojska. Pierwsze uzupełnienie 70 oficerów z r. 1935 objęło wielu bardzo wartościowych oficerów, którzy nie mogąc z tych czy innych względów otrzymać w wojsku awansu przeszli do policji, gdzie automatycznie otrzymywali awans o jeden stopień wyżej. Oficerowie ci byli na ogół bardzo dobrymi żołnierzami i wychowawcami i w pierwszym rzędzie przyczynili się do dobrego postawienia jednostek rezerwy. Dalsza grupa 17 oficerów przyjęta w roku 1937 już była na ogół gorsza, tak że zaniechano tego sposobu uzupełnienia”.
Niżej wymienieni oficerowie Wojska Polskiego, po zakończeniu praktyki w Policji Państwowej, zostali mianowani na stopnie oficerów PP i wyznaczeni na stanowiska służbowe:
z dniem 1 maja 1936
1. kpt. piech. Stanisław Dworzaczek – nadkomisarzem i komendantem powiatowym w powiecie kolbuszowskim,
2. kpt. art. Józef Grieb – nadkomisarzem z przydziałem do Wydziału III KG PP,
3. rtm. Stefan Handke[9] – nadkomisarzem i komendantem powiatowym w powiecie działdowskim,
4. kpt. piech. Józef Maciejowski – nadkomisarzem i naczelnikiem Urzędu Śledczego w Białymstoku,
5. kpt. piech. Stanisław Konstanty Malenda – nadkomisarzem i komendantem powiatowym w powiecie łuninieckim,
6. kpt. art. Stanisław Podfilipski – nadkomisarzem i komendantem powiatowym w powiecie bielskim z siedzibą w Bielsku Podlaskim,
7. kpt. piech. Jan III Swoboda – nadkomisarzem i komendantem powiatowym w powiecie zamojskim,
8. kpt. piech. Konstanty Worono – nadkomisarzem i naczelnikiem Urzędu Śledczego w Wilnie,
9. kpt. piech. Jan Zdanowicz – nadkomisarzem i dowódcą Grupy Rezerwy Policyjnej w Warszawie,
10. por. piech. Maciej Gabała – komisarzem i kierownikiem Komisariatu II w Grudziadzu,
11. por. piech. Czesław Wincenty Jabłoński – komisarzem i kierownikiem Komisariatu XVI w m. st. Warszawa,
12. por. kaw. Tadeusz Lindner – komisarzem i kierownikiem Komisariatu IX w m. st. Warszawa,
13. por. piech. Zygmunt Karol Łuszczyński – komisarzem z przydziałem do Urzędu Ślędczego m. st. Warszawy,
14. por. piech. Stanisław Majecki – komisarzem i kierownikiem Komisariatu XXIV w m. st. Warszawa,
15. por. piech. Wiktor Kornel Milewski – komisarzem i kierownikiem Komisariatu II w Radomiu,
16. por. art. Mieczysław Marian Nickles – komisarzem i kierownikiem Komisariatu w Piotrkowie,
17. por. piech. Aleksander Ludwik Ostrowski – komisarzem i komendantem powiatowym w powiecie lipnowskim,
18. por. piech. Stanisław Pawlicki – komisarzem i kierownikiem Komisariatu III w Grudziadzu,
19. por. art. Jan Sabuda – komisarzem i kierownikiem Komisariatu Kolejowego w m. Lwowie,
20. por. kaw. Władysław Suchecki (Suchenek Suchecki) – komisarzem i komendantem Rezerwy Konnej w m. Lwowie,
21. por. piech. Stanisław Zieliński – komisarzem i kierownikiem Komisariatu I w Równem,
22. por. piech. Władysław Ziemba – komisarzem i kierownikiem Komisariatu VII w m. Łodzi[10],

z dniem 1 czerwca 1936
1. por. sam. Józef Czajka – komisarzem i komendantem powiatowym w powiecie węgrowskim,
2. por. piech. Aleksander Wesołek – komisarzem i dowódcą kompanii „C” Grupy Rezerwy Policyjnej w Warszawie[11],

z dniem 1 lipca 1936
1. kpt. art. Roman Janikowski – nadkomisarzem i komendantem powiatowym w powiecie i mieście Częstochowa,
2. kpt. piech. Aleksander Janisz – nadkomisarzem i dowódcą kompanii w Normalnej Szkole Fachowej dla Szeregowych w Mostach Wielkich,
3. por. piech. Józef Hackemer – komisarzem i komendantem powiatowym w powiecie dolińskim,
4. por. art. Władysław Kunat – komisarzem i kierownikiem Komisariatu III w Białymstoku,
5. por. art. Adam Pokorny – komisarzem i kierownikiem Komisariatu w Tarnopolu,

z dniem 1 sierpnia 1936
1. kpt. piech. Władysław Jan Nagórski – nadkomisarzem i komendantem powiatowym w powiecie szczuczyńskim,
2. kpt. piech. Julian Radoniewicz – nadkomisarzem i komendantem powiatowym w powiecie ostrowskim z siedzibą w Ostrowi Maz.,
3. kpt. piech. Franciszek Karol Walter – nadkomisarzem i komendantem powiatowym w powiecie i mieście Gniezno[12].

2 maja
- Zmarł Artur Till, major artylerii pospolitego ruszenia, adwokat.

4 maja
- Zmarł Bogumił Starża-Miniszewski, rotmistrz w stanie poczynku, były ochotnik 1 pułku ułanów krechowieckich, odznaczony m.in. Krzyżem Walecznych i Medalem Niepodległości[13].

6 maja
- Generalny Inspektor Sił Zbrojnych zatwierdził wzór i regulamin Odznaki Pamiątkowej Generalnego Inspektora Sił Zbrojnych.

12 maja
- W pierwszą rocznicę śmierci Józefa Piłsudskiego 23 generałom, w tym dwóm pośmiertnie, została nadana Odznaka Pamiątkowa Generalnego Inspektora Sił Zbrojnych.

14 maja
- Minister Spraw Wojskowych 9 pułkowi strzelców konnych nadał nazwę: „9 pułk strzelców konnych im. gen. Kazimierza Pułaskiego”[14].

30 maja
- Początek dziewiątego rejsu szkolnego ORP „Iskra”.
- Dla żołnierzy lotnictwa wprowadzono umundurowanie koloru stalowoniebieskiego[1][15].

## Czerwiec
9 czerwca
- Minister Spraw Wojskowych[16]:

ustalił dla żołnierzy plutonów (oddziałów) łączności wielkich jednostek kawalerii proporczyki czarno-chabrowe na kołnierzu kurtki i płaszcza w takim układzie, że barwa czarna winna być u góry, chabrowa zaś u dołu
pierwszemu szwadronowi 13 pułku ułanów wileńskich nadał nazwę: „Szwadron ułanów tatarskich”
11 czerwca
- Zmarł mjr sap. st. sp. Ignacy Gicala, odznaczony Krzyżem Walecznych (dwukrotnie)[17].

12–14 czerwca
- W Krakowie, po raz pierwszy, uroczyście obchodzono święto żandarmerii. W obchodach wzięło udział ponad 700 żołnierzy z wszystkich oddziałów żandarmerii. Pierwsze święto poświęcone zostało wyłącznie oddaniu hołdu pamięci Marszałka Józefa Piłsudskiego[18].

## Lipiec
2 lipca
- Minister Spraw Wojskowych zatwierdził wzór i regulamin odznaki pamiątkowej 7 pułku artylerii ciężkiej[19]

3 lipca
- Minister Spraw Wojskowych wydał rozkaz o utworzeniu z dniem 11 sierpnia Wyższej Szkoły Lotniczej przy Wyższej Szkole Wojennej w Warszawie[1]

4 lipca
- Prezydent RP utworzył urząd Inspektora Obrony Powietrznej Państwa przy Generalnym Inspektorze Sił Zbrojnych[20][1]
- Prezydent RP, na wniosek Ministra Spraw Wojskowych uzgodniony z Generalnym Inspektorem Sił Zbrojnych, mianował generała dywizji Gustawa Orlicz-Dreszera Inspektorem Obrony Powietrznej Państwa[1]

16 lipca
- w katastrofie lotniczej samolotu RWD-9 pod Gdynią zginął generał dywizji Gustaw Orlicz-Dreszer, podpułkownik dyplomowany Stefan Loth i kapitan pilot Aleksander Łagiewski

20 lipca
- w stoczni J. Samuel White & Co. Ltd. w Cowes, w Wielkiej Brytanii, został zwodowany kontrtorpedowiec ORP „Grom”

## Sierpień
3 sierpnia
- Prezydent RP mianował:

dowódcę Okręgu Korpusu Nr VI, generała brygady doktora Józefa Zająca – Inspektorem Obrony Powietrznej Państwa,
dowódcę Okręgu Korpusu Nr III, generała brygady Michała Tokarzewskiego-Karaszewicza – dowódcą Okręgu Korpusu Nr VI we Lwowie,
dowódcę 29 Dywizji Piechoty, generała brygady Franciszka Kleeberga – dowódcą Okręgu Korpusu Nr III.
8 sierpnia
- Departament Aeronautyki MSWojsk. zmienił nazwę na Dowództwo Lotnictwa[1]
- gen. bryg. Ludomił Rayski otrzymał nominację na dowódcę Lotnictwa[1]

14 sierpnia
- w stoczni N. V. Koninklijke Maatschapij De Schelde w Vlissingen położono stępkę łodzi podwodnej ORP „Orzeł”

29 sierpnia

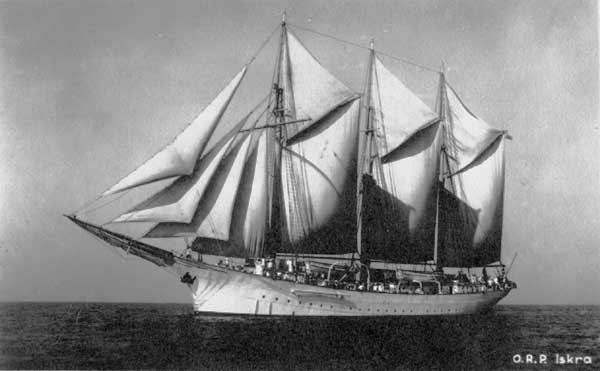
ORP "Iskra"

- Minister Spraw Wojskowych zmienił datę święta pułkowego 56 Pułku Piechoty z dnia 17 września na dzień 3 czerwca[22]

## Wrzesień
7 września
- W wypadku podczas lotu treningowego szybowcem „Komar” poniósł śmierć mjr st. spocz. piech. Henryk Marian Ostrowski[23][24].

23 września
- koniec dziewiątego rejsu szkolnego ORP „Iskra”; okręt zawinął do portów: Hawr, Kadyks, Ponta Delgada

25 września
- Prezydent Rzeczypospolitej Polskiej zatwierdził dekretem wzór sztandaru dla batalionu stołecznego[25]

26 września
- wręczono chorągiew 84 pułkowi strzelców poleskich[26]

## Październik
1 października
- Zwodowano kontrtorpedowiec ORP „Błyskawica”.

13 października
- Komitet do Spraw Uzbrojenia i Sprzętu podjął uchwałę o planie rozbudowy lotnictwa wojskowego do 1941 roku. Przewidywano osiągnięcie stanu 688 samolotów w 78 eskadrach[1].

16 października
- Minister Spraw Wojskowych[25]:

26 pułkowi ułanów nadał nazwę: „26 pułk ułanów im. Hetmana Jana Karola Chodkiewicza”
27 pułkowi ułanów nadał nazwę: „27 pułk ułanów im. Króla Stefana Batorego”
3 pułkowi artylerii ciężkiej nadał nazwę: „3 pułk artylerii ciężkiej imienia Króla Stefana Batorego”
zatwierdził wzór czapki garnizonowej okrągłej dla żołnierzy 1, 2 i 3 pułków szwoleżerów i korpusu ochrony pogranicza.
19 października
- Zmarł płk w st. sp. Edmund Pedenkowski, były dowódca 2 i 3 pułku wojsk kolejowych oraz dowódca Szkoły Oficerskiej Wojsk Kolejowych w Krakowie[27]. Pułkownik został pochowany 22 października na cmentarzu garnizonowym starym w Poznaniu[28].

21 października
- Polska Zbrojna na pierwszej stronie anonsowała: „jak się dowiadujemy, w przeddzień Święta Niepodległości, tj. w dniu 10 listopada r.b., Pan Prezydent Rzplitej ma nadać Generalnemu Inspektorowi Sił Zbrojnych, gen. dyw. Edwardowi Śmigłemu-Rydzowi, godność Marszałka Polski. Wręczenie przez Pana Prezydenta Rzplitej buławy marszałkowskiej Naczelnemu Wodzowi ma odbyć się w sposób niezwykle uroczysty. Uroczystość ta odbędzie się na Zamku Królewskim”[29].

23 października
- „Polska Agencja Telegraficzna dowiedziała się, że w dniu 11 listopada br. nastąpi mianowanie naczelnego wodza, generała dywizji Śmigłego-Rydza marszałkiem Polski oraz wręczenie mu buławy marszałkowskiej. Poza tym zostanie mianowany generałem broni jedynie inspektor armii gen. dywizji Kazimierz Sosnkowski”[30].

## Listopad
1 listopada
- Minister Spraw Wojskowych wcielił okręt pomocniczy „Nurek” w skład okrętów Rzeczypospolitej Polskiej[31]

7 listopada
- Minister Spraw Wojskowych[32]:

koszarom 4 pułku artylerii lekkiej w Inowrocławiu nadał nazwę: „Koszary im. Marszałka Józefa Piłsudskiego”
5 pułkowi strzelców konnych nadał nazwę: „Pułk 3 strzelców konnych im. Hetmana polnego koronnego Stefana Czarnieckiego”
skreślił ORP „Krakowiak” z listy okrętów wojennych
10 listopada
- Prezydent RP awansował generałów dywizji Edwarda Śmigłego-Rydza i Kazimierza Sosnkowskiego na generałów broni
- Prezydent RP mianował generała broni Edwarda Śmigłego-Rydza na stopień marszałka Polski i odznaczył go Orderem Orła Białego[33]
- o godz. 15.00 na dziedzińcu Zamku Królewskiego w Warszawie Prezydent RP Ignacy Mościcki wręczył marszałkowi Polski Edwardowi Śmigły-Rydzowi buławę marszałkowską. W chwili wręczenia buławy orkiestra odegrała hymn państwowy, a ustawiona na Powiślu bateria artylerii oddała 20 strzałów armatnich
- o godz. 20.00 w sali kolumnowej Zamku Królewskiego Prezydent RP wydał skromną wieczerzę na cześć marszałka Śmigły-Rydza
- Cesarz Japonii Hirohito odznaczył marszałka Śmigły-Rydza Wielką Wstęgą Orderu Wschodzącego Słońca[34]

## Grudzień
7 grudnia
- Minister Spraw Wojskowych wydał rozkaz o reorganizacji Technicznej Szkoły Podchorążych Lotnictwa i przeniesienia jej z Bydgoszczy do Warszawy[1]